# 海泰费耶尔切
海泰费耶尔切，是匈牙利索博尔奇-索特马尔-贝拉格州所辖的一个村。总面积15.45平方公里，总人口288，人口密度18.6人/平方公里（2011年1月1日）。